# 小林公夫
小林 公夫（こばやし きみお、1956年 - ）は、日本の法学者、著作家、桜美林大学北東アジア総合研究所客員研究員。
専門は医事刑法、医事法、生命倫理。一橋大学博士（法学）・法第114号。一橋大学橋本正博教授門下生。東京都中野区出身。

## 人物
横浜市立大学卒。1980年（昭和55年）主婦の友社に入社。広告企画や雑誌編集に携わる。雑誌編集者時代には、著名人、芸能人などの連載を担当した。1992年に出版社を退社、その後は予備校講師等を経て、1992年Wセミナー専任講師、1997年より2007年まで同社顧問を務めた。又、医学部受験予備校メディカルアカデミー学院長(199２年〜2007年)も務める。
法学研究の側面では2000年に一橋大学大学院法学研究科修士課程に社会人入学。2007年に同大学院法学研究科博士後期課程を修了した。博士論文は「治療行為の正当化原理」。
博士後期課程修了後の2007年、一橋大学大学院法学研究科特別研修生の時、指導教官橋本教授の師福田平と親交の深い名古屋在住の大塚仁に指導を受けたことを契機として、同じく行為無価値二元論に立つ明治大学法科大学院川端博の下で研究を続けることを薦められ、2008年4月より2013年3月まで明治大学法科大学院教育補助講師を務めた。
現在は従来から続けている医事刑法の研究、医師法の研究の他、不定期であるが、FM栃木のラジオ番組「受験ホットほっとライン」でDJも務めている。当番組では、「ハカセの言葉」等のコーナーを担当している。

## 所属学会
- 日本刑法学会
- 日本生命倫理学会

## 主著

### 著書
国立国会図書館サーチ（NDL　search）の著者検索サイト中，代表的な著書、論文を記した。
- 『治療行為の正当化原理』（日本評論社）
- 『SPI能力検査30秒即解法』（早稲田経営出版）
- 『SPI2能力検査30秒解法』（早稲田経営出版）
- 『一般教養の天才』(早稲田経営出版)
- 『出るとこだけ！一問一答　一般常識＆最新時事』（高橋書店）
- 『合格する論文　警察官・消防官編』（早稲田経営出版）
- 『合格する論文－地方上級・国家2種編』（早稲田経営出版）
- 『考える「時事問題」厳選60』（早稲田経営出版）
- 『就職キーワード　2004年版』（早稲田経営出版）
- 『医学部小論文 合格の法則—2次試験徹底攻略対策本』（早稲田経営出版）
- 『医学部入試面接集中講義』（エール出版社）
- 『医学部入試適性検査・集団討論集中講義』（エール出版社）
- 『医学部入試小論文集中講義』（エール出版社）
- 『小論文・面接対策に役立つ時事問題75』（エール出版社）
- 『医学部入試英語集中講義』（エール出版社）
- 『医学部入試生物集中講義』（エール出版社）
- 『ディベート刑法総論１・２・３』（にじゅういち出版）
- 『論理思考の鍛え方(講談社現代新書：1729)』（講談社）
- 『3時間でわかるロースクール小論文』（早稲田経営出版）
- 『法曹への論理学 : 適性試験で問われる論理力の基礎トレーニング』（早稲田経営出版）
- 『法曹のものの考え方』（早稲田経営出版）
- 『ロースクール小論文予想問題集』（早稲田経営出版）
- 『「勉強しろ」と言わずに子供を勉強させる法(PHP新書：602)』（PHP研究所）
- 『「勉強しろ」と言わずに子供を勉強させる言葉(PHP新書)』（PHP研究所）
- 『本物の医師になれる人、なれない人(PHP新書)』（PHP研究所）
- 『東大生・医者・弁護士になれる人の思考法』（ちくまプリマー新書）
- 『中学受験に合格する子の親がしていること(PHP新書：675)』（PHP研究所）
- 『高学歴な親はなぜ子育てに失敗するのか(中公新書ラクレ)』（中央公論新社）
- 『公立中高一貫校(ちくま新書)』（筑摩書房）
- 『頭が良い子の親がやっていること』（大和書房）
- 『受験指導の超プロが教える勉強ができる子』（三笠書房）
- 「大コンメンタール刑法第3版第2巻」（青林書院）可罰的違法性論、刑法35条など　共著

### 論文
- 「刑法論文試験の検証(上)[司法試験]論文直前対策特集――2001論文合格プラン(２)」Article 164号 [2001.7]
- 「論文超直前特集3刑法論文試験の検証(下)」Article 165号 [2001.8]
- 「法学的視点から見た医療のかたち(1)患者の主観との対峙(1)患者の意思にすべてを委ねるのは配慮義務違反――助言・説明活動が医師の中心的な役割に――」ばんぶう（通号254）[2002.7]
- 「法学的視点から見た医療のかたち(2)患者の主観との対峙(2)輸血拒否問題の検証・医療水準の変化と自己決定権の尊重を背景に無輸血手術の医学的適応性、医術的正当性の裏付けが進行」ばんぶう(通号256) [2002.9]
- 「法学的視点から見た医療のかたち(3)統計的データから見た無輸血手術の医療水準・輸血拒否患者への対応は欧米に比べ大きな遅れ　医師の都合による希釈式普及の否定は怠慢以外の何ものでもない」ばんぶう(通号258) [2002.11]
- 「医療事故等による「医師逮捕」は今後もありうる１――萎縮医療を助長しないためにも刑事罰の適用基準を明確にすべき」ばんぶう(通号260) [2002.12]
- 「法学的視点から見た医療のかたち(4)未成年者の輸血拒否の許容性・自己血輸血が医療水準に達している現在両親による輸血拒否は親権の濫用に該当しない」ばんぶう(通号261) [2003.1]
- 「法学的視点から見た医療のかたち(5)治療行為は、いつから"治療"と位置付けられるか」ばんぶう(通号263) [2003.3]
- 「法学的視点から見た医療のかたち(6)実験的治療行為は、どこから"治療"と位置付けられるか」ばんぶう(通号265) [2003.5]
- 「法学的視点から見た医療のかたち(最終回)心臓縮小手術・バチスタ手術の適法性」ばんぶう(通号267) [2003.7]
- 「入門「医事刑法」医師が刑事罰に問われる頻度増えるも「医療水準」クリアなら恐れるに足りず」ばんぶう（通号279）
- 「J・S・ミルへの質問状--自己決定の限界について」本. 28(8) (通号 325) [2003.8]
- 「塩谷毅・小林公夫対談「同意傷害について」」Article 229号 [2005.4]
- 「甲斐克則・小林公夫対談「医事刑法の諸問題」」Article 230号 [2005.5]
- 「特別企画 実験的治療行為の正当化--京都大学医学部附属病院 探索医療センターの取り組みに学ぶ 被験者に対する適正手続の整備なくして医学・医療の視野は大きく開かれない」ばんぶう. (通号 289) [2005.5]
- 「医療の範疇における同意傷害--ドイツ刑法典228条の議論を中心に」一橋法学. 4(2) [2005.7]
- 「大塚裕史・小林公夫対談「医療過誤と過失犯論」」Article 255号 [2007.4]
- 「一橋大学法学博士・小林公夫の"法の目"で語る医療ニュース(第1回)「人工呼吸器外し」への法律的なアプローチ(1)臓器移植法に基づく「死」の解釈だけでは医師は救われない」ばんぶう. (通号 322) [2008.2]
- 「一橋大学法学博士・小林公夫の"法の目"で語る医療ニュース(第2回)「人工呼吸器外し」への法律的なアプローチ(2)医師が違法行為者のような印象を与えるマスコミ報道に疑問」ばんぶう. (通号 323) [2008.3]
- 「判例研究「偽アトピー治療事件」」Article 266号 [2008.3]
- 「判例研究「不作為による殺人罪の成立要件」」Article 267号 [2008.4]
- 「一橋大学法学博士・小林公夫の"法の目"で語る医療ニュース(第3回)「腎移植」への法律的なアプローチ 万波医師の例に見る医療水準の転用に関する行政の無策を嘆く」ばんぶう. (通号 324) [2008.4]
- 「一橋大学法学博士・小林公夫の"法の目"で語る医療ニュース(第4回)「輸血拒否」への法律的なアプローチ(1)エホバの証人輸血拒否訴訟に見る自己決定権や医の倫理と刑法202条の関係」ばんぶう. (通号 325) [2008.5]
- 「一橋大学法学博士・小林公夫の"法の目"で語る医療ニュース(第5回)「輸血拒否」への法律的なアプローチ(2)限界事例における輸血拒否に見る医師の作為義務と代替療法による救命の関係」ばんぶう. (通号 326) [2008.6]
- 「一橋大学法学博士・小林公夫の"法の目"で語る医療ニュース(第6回)医療刑事過失への法律的アプローチ(1)主観的な予見可能性ではなく医師の客観的行為に過失の判定は求められるべき」ばんぶう. (通号 327) [2008.7]
- 「一橋大学法学博士・小林公夫の"法の目"で語る医療ニュース(第7回)医療刑事過失への法律的アプローチ(2)被告医師の施術の過失を「基準行為」からの逸脱の程度で判断する」ばんぶう. (通号 328) [2008.8]
- 「一橋大学法学博士・小林公夫の"法の目"で語る医療ニュース(第8回)医療刑事過失への法律的アプローチ(3)医師の過失を認めながら過失と死亡の因果関係を否定した割り箸事故」ばんぶう. (通号 329) [2008.9]
- 「一橋大学法学博士・小林公夫の"法の目"で語る医療ニュース(第9回)福島県立大野病院事件判決の考察(1)医学的準則の判断の根拠 臨床経験と医学書の違いをどう考えるべきか」ばんぶう. (通号 330) [2008.10]
- 「医療水準と医療の裁量性--福島県立大野病院事件・福島地裁判決を中心に」法律時報. 80(12) (通号 1002) [2008.11]
- 「一橋大学法学博士・小林公夫の"法の目"で語る医療ニュース(第10回)福島県立大野病院事件判決の考察(2)鑑定で崩れた検察側の構図 医療界も裁判の検証が不可欠--特別企画 元被告弁護人・安福謙二弁護士と対談」ばんぶう. (通号 331) [2008.11]
- 「一橋大学法学博士・小林公夫の"法の目"で語る医療ニュース(第11回)医療水準と民事過失 医療慣行より薬剤の能書や医学文献が重視された最高裁の判例」ばんぶう. (通号 332) [2008.12]
- 「一橋大学法学博士・小林公夫の"法の目"で語る医療ニュース(第12回)「腎移植」への法律的なアプローチ 病態を二つに類型化し病腎移植を施行すべきケースを決める」ばんぶう. (通号 333) [2009.1]
- 「一橋大学法学博士・小林公夫の"法の目"で語る医療ニュース(第13回)身体拘束に関する高裁判決の検証 判断に迷う拘束の是非高齢者医療の実情から現場への重圧を懸念」ばんぶう. (通号 334) [2009.2]
- 「「病腎移植」の正当化と可能性」法律時報. 81(2) (通号 1005) [2009.2]
- 「一橋大学法学博士・小林公夫の"法の目"で語る医療ニュース(第14回)専断的治療行為と同意の問題 裁判所は医療の裁量性と、医学の客観的基準に合致した行為の正当性を広く認めよ」ばんぶう. (通号 335) [2009.3]
- 「「修復腎移植」への法学・医学からのアプローチ(1)」日本医事新報. (4433) [2009.4.11]
- 「「修復腎移植」への法学・医学からのアプローチ(2)」日本医事新報. (4434) [2009.4.18]
- 「「修復腎移植」への法学・医学からのアプローチ(3・完)」日本医事新報. (4435) [2009.4.25]
- 「信仰上の理由による輸血拒否と不作為の同意殺人罪の成否」法律時報. 82(1) (通号 1017) [2010.1]
- 「信仰上の理由による輸血拒否と未成年者の自己決定(上)」日本医事新報. (4486) [2010.4.17]
- 「信仰上の理由による輸血拒否と未成年者の自己決定(中)」日本医事新報. (4487) [2010.4.24]
- 「信仰上の理由による輸血拒否と未成年者の自己決定(下)」日本医事新報. (4488) [2010.5.1]
- 「自著を語るBOOK『公立中高一貫校』桜美林大学北東アジア総合研究所／客員研究員　小林公夫　考え抜く習慣で本物の「人間力」公共性あるエリートの育成を」週刊教育資料(1286)(通号1416)
- 「医事刑法学者のひとりごと　『積極的安楽死』と『消極的安楽死』⑴⑵⑶⑷　週刊日本医事新報 №5043，5049，5056，5066